# Música e consumo de bebidas alcoólicas

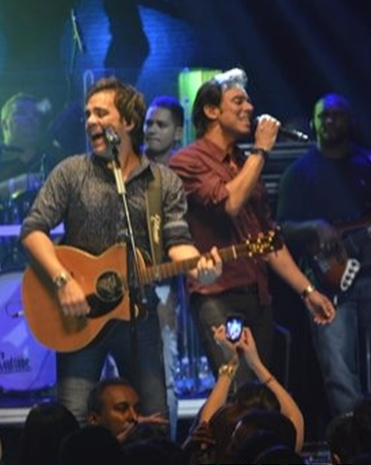
A dupla sertaneja Guilherme & Santiago, na canção "Triste e Alegre", diz em seus versos iniciais: "Eu fico triste, alegre / Sem beber eu fico triste / bebendo eu fico alegre".

A relação entre música e consumo de bebidas alcoólicas é evidente no conteúdo lírico da música contemporânea. Um estudo realizado pela Liverpool John Moores University mostrou que, de cada cinco canções que entravam no top 10 da parada britânica UK Singles Chart, uma tinha temática etílica. Outros exemplos claros incluem a música sertaneja e o funk carioca, no Brasil. Nas letras desses estilos, costuma-se relacionar o consumo de bebidas alcoólicas a uma vida luxuosa, de festas, baladas, sexo ou como a melhor maneira de sanar as mágoas do fim de um relacionamento.

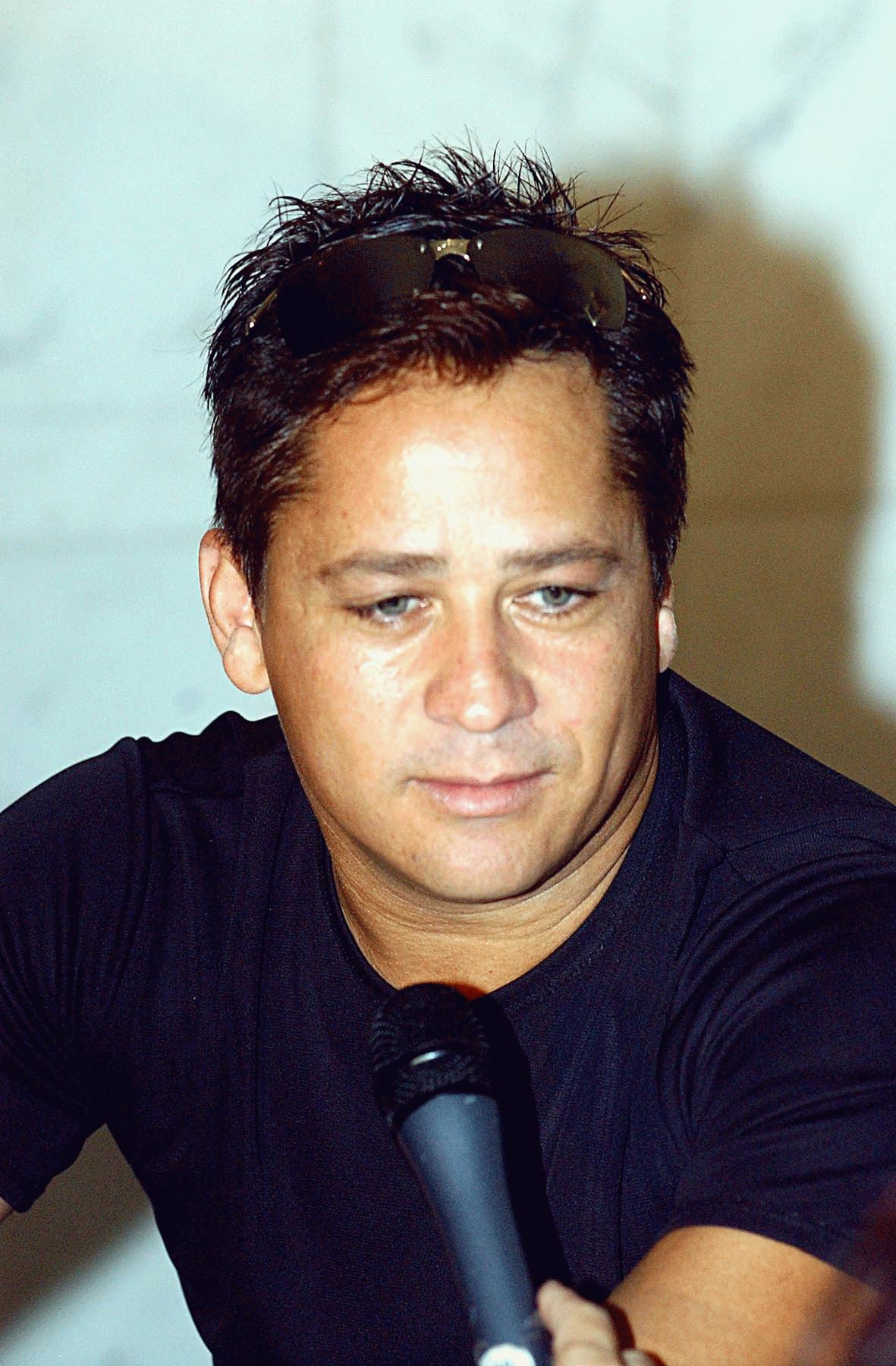
O cantor Leonardo é um dos cantores sertanejos que mais tocam no assunto "bebida" nas canções, como por exemplo na música "Beber, Beber", a qual os versos do refrão dizem "Segunda-Feira eu vou pro bar, Terça-Feira eu vou também / beber, beber, beber, beber", e no meio da música ele brinca dizendo "Hoje eu não tô bom pra beber não, eu tô excelente!!".

A associação de bebidas alcoólicas à prosperidade ou à cura da tristeza é vista como preocupante, uma vez que uma divulgação tão ampla de seu consumo é citada como capaz de aumentá-lo em grande escala. Há estudos comprovando a relação entre o retrato de bebidas na televisão e em vídeos musicais e o crescimento das taxas de uso entre os adolescentes. Estes estudos concluem que deve haver um esforço dentre os governos para aumentar a propaganda contra a bebida em escolas, a fim de evitar sucessivas evoluções nos números.

## Pesquisas acadêmicas
No Brasil, a relação entre as letras da música sertaneja e o consumo de álcool já foi tema de trabalhos acadêmicos em áreas distintas. No estudo de Mariana Lioto, pesquisadora na Universidade Estadual do Oeste do Paraná, de 48 artistas famosos do gênero sertanejo estudados, apenas sete não possuíam nenhuma música abordando a temática, e 85% das duplas abordam o assunto em pelo menos uma canção. A questão se torna relevante no país uma vez que há diversos registros de problemas devido ao consumo de álcool por estudantes universitários e, de acordo com o médico psiquiatra Ronaldo Laranjeira, citando dados oficiais do governo, 70% das mortes violentas ocorridas no Brasil estão ligadas diretamente com o uso de bebida alcoólica. A letra de "Não Paro de Beber", do cantor Gusttavo Lima, por exemplo, afirma em seus versos "Eu vou morrer, eu vou morrer / Eu vou morrer mas eu não paro de beber".
| “ | "Acredito que existe um embate de discursos. De um lado temos a esfera médica e religiosa dizendo que beber causa dependência, gera doenças, etc. É um discurso chato, difícil de conquistar adesão. De outro lado temos a música falando que beber te dá amigos, mulheres, sexo, acaba com todos problemas. | ” |

## Listagem
Dentre as canções populares que exaltam o consumo de bebidas alcoólicas, pode-se citar: 
- Aí Nóis Bebe - da dupla Cezar e Paulinho
- Balada Louca - da dupla Munhoz e Mariano
- Bebedeira - da dupla Lucas e Luan
- Beber, Beber - de Leonardo
- Bebo Pa Carai - de Gino & Geno
- Butecologia - do grupo Rhaas
- Cachaceiro - de Eduardo Costa
- Conselho de Amigo - de João Carreiro e Capataz
- De Latinha na Mão - de Leonardo
- É Tenso - da dupla Fernando & Sorocaba
- Eu Bebo Sim - Elizeth Cardoso
- O Ébrio - do músico Vicente Celestino
- Marvada Pinga - Inezita Barroso
- Melhor Beber do Que Chorar - Rionegro & Solimões
- Moon Álcool - Thiago Matheus
- Não Paro de Beber - Gusttavo Lima
- Pinga ni Mim - de Tonico e Tinoco, célebre na voz de Sérgio Reis
- Ressaca Braba - de Rick & Renner
- Se É pra Beber Eu Bebo - Gusttavo Lima
- Só Vou Beber Mais Hoje - Humberto & Ronaldo
- Triste e Alegre - da dupla Guilherme & Santiago
- Velho Barreiro - da dupla Léo e Raphael
- Janela De Vidro - de Gabriel Diniz
- Largado às Traças de Zé Neto & Cristiano
- Nos bares da cidade - da dupla Rick e Renner
- Cerveja - da dupla Leandro e Leonardo

## Leitura adicionail
- LIOTO, Mariana. Felicidade Engarrafada: bebidas alcoólicas em músicas sertanejas. UNIOESTE, 2012.